# Leucotmemis insperata
Leucotmemis insperata är en fjärilsart som beskrevs av Walker 1856. Leucotmemis insperata ingår i släktet Leucotmemis och familjen björnspinnare. Inga underarter finns listade i Catalogue of Life.